# Milesia caesarea
Milesia caesarea är en tvåvingeart som beskrevs av Heikki Hippa 1990. Milesia caesarea ingår i släktet Milesia och familjen blomflugor. Inga underarter finns listade i Catalogue of Life.